# Haar der Berenike
Das Haar der Berenike, fachsprachlich Coma Berenices, kurz Coma (lateinisch coma ‚Haupthaar‘), Kürzel Com, ist ein Sternbild des Nordhimmels zwischen Löwe und Bärenhüter.

## Beschreibung

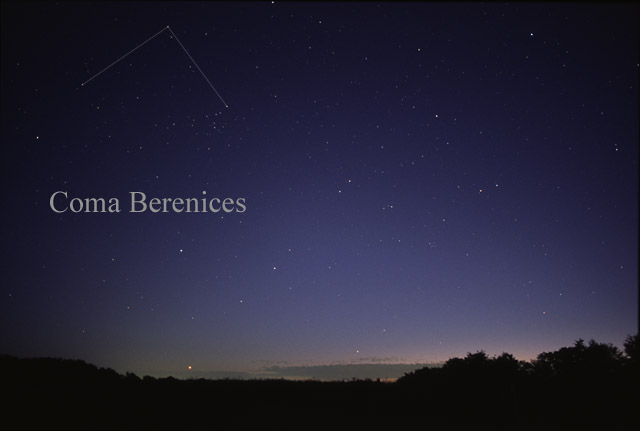
Das Sternbild Haar der Berenike (Coma Berenices), wie es dem bloßen Auge erscheinen kann

Coma Berenices ist ein unauffälliges Sternbild, dessen Fläche an fünf andere Sternbilder grenzt. Die drei hellsten Sterne – α, β und γ Comae Berenices – erreichen knapp die 4. Größenklasse, bei allen anderen liegt die scheinbare Helligkeit unter 4,5 mag. Mit bloßem Auge lässt sich diese Ansammlung lichtschwacher Sterne zwischen den benachbarten markanten Konstellationen in Löwe (Leo) und Bärenhüter (Bootes) am besten in einer dunklen mondlosen Nacht beobachten. In Mitteleuropa stehen sie am Frühlingshimmel recht hoch, sind aber bei lichtverschmutztem Himmel kaum zu sehen. Viele der Sterne gehören zum Coma-Sternhaufen (Mel 111), einem 260 Lichtjahre entfernten offenen Sternhaufen.
Blickt man in Richtung Coma Berenices, so blickt man in Richtung des galaktischen Nordpols unserer Milchstraße. Da in dieser Blickrichtung so gut wie keine Gas- und Staubwolken der Milchstraße die Sicht behindern, können mit dem Teleskop viele ferne Galaxien beobachtet werden. Der sogenannte Coma-Galaxienhaufen (Abell 1656) ist ein überaus reicher Galaxienhaufen mit mehr als 1000 identifizierten Galaxien in über 300 Millionen Lichtjahren Entfernung. Am Sternenhimmel dehnt sich sein zentraler Bereich über 2° aus. Im südlichen Teil des Sternbildes Coma finden sich einige nähere und hellere Einzelgalaxien, 20 bis 40 Millionen Lichtjahre entfernt, sowie Mitglieder des großen Virgo-Galaxienhaufens, etwa 65 Millionen Lichtjahre entfernt.

## Geschichte
Haar der Berenike ist das einzige der heutigen 88 Sternbilder, das nach einer historischen Person benannt ist. In der hellenistischen Epoche wurde die Konstellation im Jahr 245 v. Chr. von dem Astronomen Konon von Samos und dem Dichter Kallimachos nach der damaligen Pharaonin Berenike II. benannt. In der älteren antiken griechischen Mythologie ist kein Haar der Berenike bekannt, die entsprechenden Sterne wurden dem Sternbild Löwe als Schwanzquaste zugerechnet.
Das Haar der Berenike wird in mehreren astronomischen Kommentaren der Antike erwähnt, in dem für das Mittelalter maßgebenden jedoch, dem später so genannten Almagest des Ptolemaios (2. Jahrhundert n. Chr.), nicht als eigenes Sternbild aufgeführt. Als der Astronom und Astrologe Luca Gaurico 1528 in Venedig die lateinische Almagestübersetzung Georg von Trapezunts herausgab, erwähnte er das Sternbild in seinem Kommentar. Caspar Vopel führte es daraufhin wieder in die Astronomie ein, indem er den Namen 1532 auf einem handbeschriebenen Himmelsglobus eintrug, der sich heute im Kölnischen Stadtmuseum befindet. Auf einem weiteren, bedruckten Globus von 1536 zeichnete er es als luftig gebauschte Haarmähne, in der eine winzige Frauengestalt sitzt. Ebenfalls 1536 nannte Peter Apian das Sternbild auf einer Sternkarte. 1551 übernahm Gerhard Mercator es auf einem bekannt gewordenen Himmelsglobus.

### Die Ursprungsanekdote
Berenike lebte von etwa 270 bis 221 v. Chr. und war die Gemahlin des ägyptischen Königs Ptolemaios III. Als dieser in den 3. Syrischen Krieg zog, versprach sie der Liebesgöttin Aphrodite, ihr prachtvolles Haar zu opfern, sollte ihr Gemahl siegreich und unversehrt heimkehren. Ptolemaios siegte, Berenike schnitt ihr Haar ab und brachte es in einem Tempel dar. Als der Haarschopf am nächsten Tag verschwunden war, erklärte der Hofastronom Konon, die Götter seien über das Opfer so erfreut gewesen, dass sie die Haarpracht am Himmel verewigt hätten. Der ebenfalls am Hof in Alexandria anwesende Dichter Kallimachos schrieb dazu einen Katasterismos in Gedichtform, in dem das Haar der Berenike selbst vom Himmel aus erzählt, was geschehen ist. Das Gedicht ist in der lateinischen Übersetzung Catulls erhalten, das 66. seiner carmina (Gedichte).

## Meteorstrom
Im Sternbild liegt der Radiant eines schwachen Meteorstroms, der so genannten Coma-Bereniciden. Die Meteore können von Mitte Dezember bis Mitte Januar beobachtet werden.

## Himmelsobjekte

### Sterne
| B   | F  | Namen o. andere Bezeichnungen | Scheinbare Helligkeit mag | Lj    | Spektralklasse |
| --- | -- | ----------------------------- | ------------------------- | ----- | -------------- |
| β   | 43 | Beta Comae Berenices          | 4,25                      | 29,78 | F9.5 V         |
| α   | 42 | Diadem                        | 4,3                       | 60    | F5 V           |
| γ   | 15 |                               | 4,36                      | 250   | K1 III         |
| 400 | 11 |                               | 4,74                      |       |                |
| 400 | 36 |                               | 4,78                      |       |                |
| σ   | 24 |                               | 4,78                      | 250   | K2 + A9        |
| 400 | 41 |                               | 4,80                      |       |                |
| 400 | 12 |                               | 4,81                      |       |                |
| 400 | 23 |                               | 4,81                      |       |                |
| 400 | 37 |                               | 4,90                      |       |                |
| 400 | 31 |                               | 4,94                      |       |                |
| 400 | 14 |                               | 4,95                      |       |                |
| 400 | 16 |                               | 5,00                      |       |                |
| 400 | 6  |                               | 5,10                      |       |                |
| 400 | 27 |                               | 5,12                      |       |                |
| 400 | 13 |                               | 5,18                      |       |                |
| 400 | 17 |                               | 5,29                      | 250   | A0 + A1        |
| 400 | 21 |                               | 5,46                      |       |                |
| 400 | 26 |                               | 5,46                      |       |                |

Der hellste Stern des Sternbilds ist Beta Comae Berenices. Es handelt sich um einen nur rund 30 Lichtjahre entfernten Stern, der etwas größer und leuchtkräftiger als die Sonne ist.
Gamma Comae Berenices ist der hellste Stern des 250 Lichtjahre entfernten Coma-Sternhaufens.

### Doppelsterne
| System | Scheinbare Helligkeit mag | Abstand |
| ------ | ------------------------- | ------- |
| α      | 5,1/5,1                   | 0,1"    |
| 2      | 5,9/7,4                   | 3,7"    |
| 17     | 5,3/6,6                   | 145"    |
| 24     | 5,0/6,6                   | 20,3"   |
| 32     | 6,3/6,9                   | 196"    |
| 35     | 5,1/7,2                   | 1,1"    |

Der zweithellste Stern Alpha Comae Berenices, auch Diadem genannt, ist ein 60 Lichtjahre entfernter Doppelstern. Aufgrund des engen Winkelabstandes können die beiden etwa gleich hellen Sterne nur mit einem größeren Teleskop getrennt beobachtet werden.
Das System 24 Coma Berenices kann dagegen schon mit einem kleinen Teleskop in Einzelsterne aufgelöst werden. Dabei werden ein Roter Riese und ein blau-weißer Begleiterstern sichtbar.
Die Sterne der Systems 17 und 32 Coma Berenices weisen mit 145 bzw. 196 Bogensekunden einen so weiten Winkelabstand auf, dass sie bereits mit einem Prismenfernglas getrennt werden können.
Das System 35 Coma Berenices ist eigentlich ein Dreifachsystem. Das enge Paar AB wurde schon 1929 von Friedrich Georg Wilhelm Struve aufgelöst und besteht aus einem hellen G7III Hauptstern mit einer Helligkeit von 5,1 mag und einem Stern der Klasse F6V mit 7,2 mag. Diese stehen zurzeit etwas über eine Bogensekunde weit auseinander.

### Veränderliche Sterne
| Objekt | Scheinbare Helligkeit mag | Periode  | Typ                           |
| ------ | ------------------------- | -------- | ----------------------------- |
| FS     | 5,3 bis 6,1               | 58 Tage  | halbregelmäßig Veränderlicher |
| R      | 7,1 bis 14,6              | 363 Tage | Mira                          |
| FK     | 8,14 bis 8,33             | 2,4 Tage | FK-Comae-Berenices-Stern      |

Im Haar der Berenike existieren mehr als 200 veränderliche Sterne.
FS Coma Berenices verändert seine Helligkeit über einen Zeitraum von etwa 58 Tagen.
R Coma Berenices ist ein Veränderlicher Stern vom Mira-Typ. Er verändert seine Helligkeit sehr stark über einen Zeitraum von 363 Tagen. Im Helligkeitsmaximum ist er im Fernglas sichtbar, im Minimum benötigt man zu seiner Beobachtung ein mittleres Teleskop.
FK ist der Namensgeber einer Gruppe von Veränderlichen, der FK-Comae-Berenices-Sterne. Es handelt sich um Sterne, deren Helligkeitsschwankungen durch ausgedehnte dunkle Flecken an der Oberfläche verursacht werden.

### Messier- und NGC-Objekte
| Messier (M) | NGC  | sonstige    | Scheinbare Helligkeit mag | Typ                 | Name             | Distanz (Lj) |
| ----------- | ---- | ----------- | ------------------------- | ------------------- | ---------------- | ------------ |
|             |      | Melotte 111 | 4                         | Offener Sternhaufen | Coma-Sternhaufen | 260          |
| 53          | 5024 |             | 8                         | Kugelsternhaufen    |                  | 60.000       |
| 64          | 4826 |             | 8                         | Galaxie             | Black-Eye-Galaxy | 22 Mio.      |
| 85          | 4382 |             | 9                         | Galaxie             |                  | 65 Mio.      |
| 88          | 4501 |             | 9                         | Galaxie             |                  | 65 Mio.      |
| 91          | 4548 |             | 10                        | Galaxie             |                  | 65 Mio.      |
| 98          | 4192 |             | 10                        | Galaxie             |                  | 65 Mio.      |
| 99          | 4254 |             | 10                        | Galaxie             |                  | 65 Mio.      |
| 100         | 4321 |             | 9,5                       | Galaxie             |                  | 65 Mio.      |
|             | 4147 |             | 10                        | Kugelsternhaufen    |                  |              |
|             | 4494 |             | 10                        | Galaxie             |                  | 40 Mio.      |
|             | 4559 |             | 10                        | Galaxie             |                  | 40 Mio.      |
|             | 4565 |             | 10                        | Galaxie             | Needle-Galaxy    |              |
|             | 4725 |             | 9,5                       | Galaxie             |                  | 60 Mio.      |
|             | 5053 |             | 10                        | Kugelsternhaufen    |                  |              |

Im Haar der Berenike liegen einige Galaxien und Kugelsternhaufen, die bereits mit einem kleineren Teleskop aufgefunden werden können. Acht davon hat der französische Astronom und Kometenjäger Charles Messier in seinen Katalog nebliger Objekte (Messier-Katalog) aufgenommen.

#### Objekte der Milchstraße
Melotte 111, der Coma-Sternhaufen ist eine lockere Assoziation von etwa 40 Sternen in 260 Lichtjahren Entfernung. Er ist nach dem Bärenstrom und den Hyaden der drittnächste offene Sternhaufen. Den schönsten Anblick liefert er in einem lichtstarken Prismenfernglas, mit dem man den Großteil seiner Sterne gleichzeitig im Gesichtsfeld hat. Der Sternhaufen bewegt sich jährlich um 0,02 Bogensekunden nach Südwest in Richtung des Sternbildes Segel des Schiffs.
M 53 ist ein Kugelsternhaufen in etwa 60.000 Lichtjahren Entfernung. Er wurde unabhängig 1775 von Johann Elert Bode und 1777 von Charles Messier entdeckt. Bereits im Fernglas erscheint er als nebliger Fleck.
In einem Winkelabstand von nur einem Grad steht der 1784 von Wilhelm Herschel entdeckte Kugelsternhaufen NGC 5053 am Himmel. Es handelt sich um einen der leuchtschwächsten bekannten Kugelsternhaufen.
Der Kugelsternhaufen NGC 4147 ist 85.000 Lichtjahre entfernt. Zu seiner Beobachtung benötigt man ein Teleskop.

#### Nähere Galaxien
M 64 ist eine 22 Millionen Lichtjahre entfernte Spiralgalaxie. In einem größeren Teleskop sind im Zentrum Dunkelwolken erkennbar. Da der Anblick an ein Auge erinnert, wird sie im englischen auch „Black-Eye-Galaxy“ genannt. Aktuelle Studien zeigen, dass die interstellare Materie in den Außenbereich entgegen der Drehrichtung im Innenbereich rotiert. Dies weist darauf hin, dass die Galaxie vor weniger als einer Milliarde Jahre mit mindestens einer anderen Galaxie kollidiert sein muss.
NGC 4494 ist eine elliptische Galaxie in 40 Millionen Lichtjahren Entfernung.
NGC 4559 ist eine Spiralgalaxie, die bereits im Fernglas als diffuser Nebelfleck erscheint. Im mittleren Teleskop werden Ausläufer der Spiralarme wahrnehmbar.
NGC 4565 ist eine so genannte „Edge-on“-Galaxie, d. h., wir sehen sie von der Seite.
Mit einem Durchmesser von 13 Bogenminuten ist sie ein sehr ausgedehntes Objekt und kann bereits mit kleinen Teleskopen beobachtet werden. In mittleren Teleskopen ab 15 cm Öffnung zeigt sich ein feiner dunkler Staubstreifen. Aufgrund der länglichen Form wird sie auch als „Needle-Galaxy“ (Nadel-Galaxie) bezeichnet.
NGC 4725 ist eine Balkenspirale. In einem mittleren Teleskop werden der helle Kern und die balkenförmigen Ausläufer sichtbar.

#### Galaxien des Virgo-Galaxienhaufens
M 85 ist eine linsenförmige Galaxie und eines der nördlichsten Mitglieder des Virgo-Galaxienhaufens.
M 88 ist eine Spiralgalaxie, die zur Markarjanschen Kette gehört.
M 98 ist eine relativ helle und ausgedehnte Galaxie. In größeren Teleskopen werden ausgedehnte Spiralarme erkennbar.
M 100 ist eine Spiralgalaxie. Mit 7 Bogenminuten besitzt die größte Ausdehnung aller Galaxien im Virgo-Haufen. Ihr Durchmesser beträgt etwa 120.000
Lichtjahre. Im Teleskop erscheint sie relativ strukturarm, auf lang belichteten Fotografien werden zwei helle Spiralarme und Staubbänder sichtbar.

#### Galaxien des Coma-Galaxienhaufens
Im nordöstlichen Teil des Sternbildes befindet sich der Coma-Galaxienhaufen. Aufgrund der riesigen Entfernung von 450 Millionen Lichtjahren erreichen diese Galaxien allerdings nur Helligkeiten von 14 mag. Sie werden daher erst in größeren Teleskopen oder auf langbelichteten Fotografien sichtbar.
NGC 4414 ist eine flockige Spiralgalaxie die 62,3 Millionen Lichtjahre entfernt ist – jenseits des Virgo-Galaxienhaufens und näher als der Coma-Galaxienhaufen.